# Corinnaeturris
Corinnaeturris é um gênero de gastrópodes pertencente a família Clathurellidae.

## Espécies
- Corinnaeturris angularis Figueira & Absalão, 2010
- Corinnaeturris leucomata (Dall, 1881)

Espécies trazidas para a sinonímia
- Corinnaeturris rhysa (Watson, 1881): sinônimo de Kurtziella rhysa (Watson, 1881)